# Angle d'élévation
Angle de site

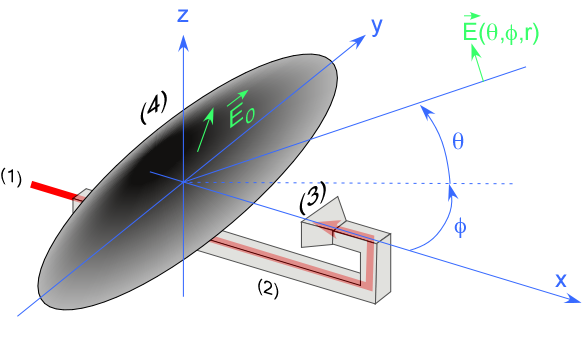
est l'angle d'élévation avec le plan horizontal en X.

En mathématiques (géométrie et mécanique), l’angle d'élévation ou l’angle de site est l'angle formé entre le plan horizontal où est fixé un appareil et la droite allant depuis cet appareil vers un objet visé. Cet angle est positif quand l'objet visé se situe au-dessus du plan horizontal, négatif dans le cas contraire.
Ce terme est utilisé dans différents domaines, dont les télécommunications :
- un radar repère l'angle d'élévation d'un avion ;
- une antenne émet ou réceptionne selon un angle de site ;
- un sonar repère l'angle de site d'un sous-marin.